# Sabina Remundová
Sabina Remundová (* 18. května 1972 Písek) je česká herečka a scenáristka. Její matka je česká herečka Iva Janžurová.

## Život
Sabina Remundová pochází z umělecky založené rodiny. Její matka je česká herečka Iva Janžurová a otec Stanislav Remunda byl divadelní režisér a příležitostný herec. Má mladší sestru Theodoru, která je také herečka.
Žije v Praze se svým manželem, filmovým a divadelním architektem a scénografem Adamem Pitrou (* 1971) a jejich dvěma dětmi, synem Vincentem a dcerou Adinou.
Studovala na Pražské konzervatoři obor „Hudebně dramatické umění“ a poté DAMU.
V letech 1996–1999 hrála v Městském divadle v Mladé Boleslavi. Dnes hraje v Divadle U hasičů (hry Pudl a magnolie, Vrátíš se ke mně po kolenou), kde hraje i její matka.
Kromě herectví se také věnuje režii, scenáristice a píše divadelní hry.
Představila se také ve filmu Výlet, kde si zahrála spolu se svojí matkou a sestrou Theodorou.

## Filmografie (výběr)

### Herectví
- 1994 Díky za každé nové ráno (Hanka)
- 2001 Mach, Šebestová a kouzelné sluchátko (učitelka Tomešová)
- 2002 Na psí knížku (dcera Kukačové)
- 2002 Výlet (Ilona)
- 2007 Tajnosti (zájemkyně o byt)
- 2010 Cukrárna (Růžičková)
- 2011 Lidice (farská Tonička)
- 2014 Všiváci (matka v mládí)
- 2014 Případy 1. oddělení (Anna Švihlíková, státní zástupkyně)
- 2014 Marta a Věra (Věra)
- 2015 Případ pro exorcistu (spolubydlící)
- 2015 Sedmero krkavců (královna Alexandra)
- 2021 Kukačky (Olga Holcová)
- 2023 Klíč svatého Petra (kancléřová)

### Dabing
- 1997 – TV film Zámek v oblacích – Ólafía Hrönn Jónsdóttir (Inga)[2]
- 2000 – TV film Andrew – člen naší rodiny[3]

### Režie
- 2003 Maryška

### Scenáristika
- 2002 Na psí knížku
- 2003 Maryška

## Divadlo

### Vybrané divadelní role
- Divadlo U Hasičů
  - Milionářka
- Městská divadla pražská (Divadelní spolek Kašpar – Divadlo Rokoko)
  - 1991 – Vychovatel (Líza)[4]
- Národní divadlo (Stavovské divadlo)
  - 1993 – Divoká kachna (Hedvika) – vystupovala v alternaci s Vandou Hybnerovou[5]
- Divadlo DISK (Divadlo v Celetné)
  - 1993 – Láska dona Perlimplína a vášnivost Belisina (Belisina matka) – vystupovala v alternaci s Barborou Munzarovou[6]
  - 1993 – Lásky hra osudná (muzikantka)[7]
  - 1993 – Impresario ze Smyrny (Annina)[8]
- Divadlo DISK
  - 1994 – Idiot (Jelizaveta Prokofjevna Jepanči)[9]
- Městské divadlo Mladá Boleslav
  - 1996 – Candida (Proserpina Garnettová)[10]
  - 1997–1998 – Hanswurst v dochtorském (Blanche)[11]
  - 1997–1998 – Měsíc pro smolaře (Josie Hoganová)[12]
  - 1997–1998 – Kdo hledá, najde (Krasavina)[13]
  - 1998 – Tři sestry (Natálie, milá Andreje Prozorova, potom jeho žena)[14]
  - 1998–1999 – Pohleď a budeš udiven (Minnetonka Kvítek, Indiánka)[15]
  - 1998–1999 – Don Juan (Matylda)[16]
  - 1998–1999 – Radosti majitele automobilu – 3HP a smůla (Jindra) Radostný výlet do Trentonu (matka)[17]
  - 1999 – Zločiny srdce (Lenny Magrathová)[18]
  - 1999 – Léto (Nanda)[19]
  - 1999 – S láskou nejsou žádné žerty (Kamila, baronova neteř)[20]
- Divadelní agentura DivAg (Divadlo Rokoko)
  - 1996 (obnovená premiéra) – 1998 – Idiot (Jelizaveta P. Jepančinová)[21]
- Divadlo Na Prádle
  - 2001 (obnovená premiéra) – 2002 – Pohleď a budeš udiven (Minetonka)[22]
  - 2001 (obnovená premiéra) – 2002 – Hanswurst v dochtorském divadle na trzích nepostradatelný aneb Pražští ševci (Blance)[23]
- Agentura Stanislava Remundy (Branické divadlo)
  - 2006 – Pudl a Magnolie (režisérka) – vystupovala v alternaci s Theodorou Remundovou[24]
- Divadlo Kalich
  - Od 2012 – Na mělčině (Mia)[25][26]